# Jaime Font y Andreu
Jaime Font y Andreu (Vich, 23 de enero de 1894-San Sebastián, 13 de febrero de 1963) fue un sacerdote español, obispo de Zamora y primer obispo de San Sebastián.

## Biografía
Nacido en la localidad barcelonesa de Vich el 23 de enero de 1894. Fue ordenado sacerdote el 23 de diciembre de 1916. 
Fue elegido obispo de Zamora el 29 de marzo de 1944, tomando posesión el 10 de septiembre del mismo año. En 1949, Pio XII crea la Diócesis de San Sebastián, segregada de la de Diócesis de Vitoria, nombrándole primer obispo el 13 de mayo de 1950.
Participó en la primera sesión del Concilio Vaticano Segundo y falleció en San Sebastián el 13 de febrero de 1963.